# Canal Vauban à Lille
Ne doit pas être confondu avec Canal Vauban (Neuf-Brisach).
Le canal Vauban à Lille est un ancien canal recouvert en 1880 qui reliait l’Arbonnoise à la Citadelle.

## Description
Le canal débutait à Esquermes près de l’actuelle place du Maréchal Leclerc sur l’Arbonnoise dont elle captait les eaux. Son cours était parallèle à l’actuelle rue Auber légèrement au sud de cette rue (anciennement rue Vauban) qu’il rejoignait ensuite. Le canal longeait ensuite la rue du Sabot, s’écoulait à l’emplacement de l’actuelle place Catinat, puis le long de l’actuelle rue d’Armentières pour gagner la Citadelle. Sa largeur d’une dizaine de mètres était limitée à 2 mètres  à l’intérieur de la Citadelle.

## Origine du nom
Vauban qui a décidé sa création a donné son nom au canal.

## Historique
Peu après la conquête de Lille par Louis XIV en 1667 Vauban entreprend la construction de la Citadelle commencée en décembre 1667 et décide sur la suggestion de Simon Vollant  de creuser un canal pour acheminer des pierres et grès provenant de carrières à l'ouest du faubourg des Malades, emplacement proche de l'actuelle rue Brûle Maison, (cependant les briques étaient fabriquées sur place), évitant ainsi le transport très coûteux de ces matériaux par chariots. Son creusement débute en février 1668, sa mise en service du 20 mars 1669 et il est prolongé jusqu’au pied de la Citadelle au cours des mois suivants. Les travaux sont exécutés par des paysans, des ouvriers et des soldats logés en ville.
Le canal a coûté 1000 écus mais a permis une importante économie de frais de transport (acheminement effectué par un seul bateau faisant plusieurs voyages par jour) et l’accélération de la construction de la Citadelle achevée en 1670.

Canal Vauban et carrières
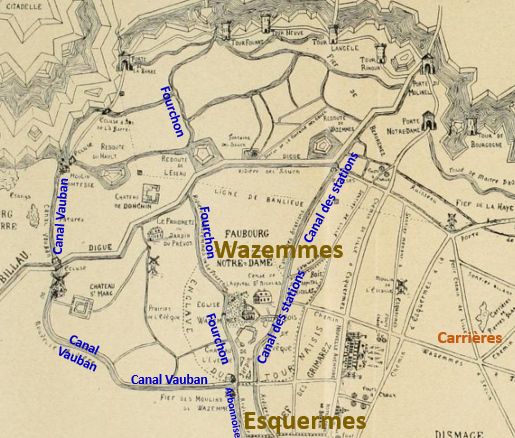

À l’intérieur de la Citadelle, les eaux du canal alimentaient un abreuvoir et faisaient tourner les roues d’un moulin.
Au-delà, canal était prolongé par le canal de la Citadelle également alimenté par les eaux du Bucquet. Le canal de la Citadelle passait en siphon sous le Canal de la Moyenne-Deûle près du pont Napoléon et traversait dans un parcours entièrement souterrain le quartier construit à partir de 1670 (actuellement partie du Vieux Lille) lors de l’extension de Lille  après la conquête de la ville par Louis XIV. Le canal de la Citadelle se jetait dans la Basse Deûle en aval du Pont royal.
Le canal Vauban détournant les eaux de l’Arbonnoise à Esquermes tarit en aval l'essentiel de celles du Fourchon (ou ruisseau de Wazemmes) qui n’était plus alimenté que par des rigoles d’assèchement d’Esquermes passant en siphon sous ce canal. Le débit du Fourchon qui était à l’origine le bras principal de la Haute Deûle pénétrant à Lille avait déjà été réduit au siècle précédent par la création du canal des Stations. Ce tarissement entraîna la disparition des moulins de Wazemmes, notamment celui de la fontaine del Saulx.
Le canal est recouvert en 1880.